# Exèrcit d'Extremadura
El Exèrcit d'Extremadura va ser una unitat de l'Exèrcit Popular de la República que va operar durant la Guerra Civil Espanyola. Sota la seva jurisdicció es trobaven les forces republicanes desplegades en el front d'Extremadura. Situat en un front secundari, no va tenir un paper important durant la contesa, si bé va participar en l'ofensiva de Valsequillo en 1939.

## Historial
L'Exèrcit d'Extremadura va ser creat en la tardor de 1937 com una nova formació escindida del desaparegut Exèrcit del Sud republicà. Inicialment es va designar al tinent coronel Joaquín Pérez Salas com a comandant en cap del nou Exèrcit, si bé aviat seria substituït pel coronel Ricardo Burillo Stholle. La seva caserna general es trobava a Almadén. En l'estiu de 1938 les operacions relacionades amb el tancament de la bossa de Mèrida, emprès per l'Exèrcit del Sud franquista, van suposar una greu derrota per a l'Exèrcit d'Extremadura i es van saldar amb importants pèrdues humanes, materials, etc. El coronel Burillo va ser substituït pel coronel Adolfo Prada Vaquero, que va aconseguir reorganitzar al desfet Exèrcit d'Extremadura i frenar l'ofensiva franquista. El general Antonio Escobar Huertas assumiria el comandament a la fi de 1938. El gener de 1939 l'exèrcit va llançar una important ofensiva en el front de Còrdova-Extremadura, que en els primers dies va obtenir un cert èxit. No obstant això, l'ofensiva acabaria fracassant després de diverses setmanes de combats. L'Exèrcit d'Extremadura va ser dissolt al final de la contesa, al març de 1939.

## Comandaments
Comandants
- Tinent coronel Joaquín Pérez Salas;
- Coronel Ricardo Burillo Stholle;
- Coronel Adolfo Prada Vaquero;
- General de brigada Antonio Escobar Huertas;

Caps d'Estat Major
- Tinent coronel Joaquín Alonso García;
- Tinent coronel Javier Linares Aranzabe;[9]
- Coronel Eduardo Sáenz de Aranaz;[1]
- Coronel Ramón Ruiz-Fornells Ruiz;

Comissari
- Nicolás Jiménez Molina, del PSOE;[10][11]

Comandant general d'Artilleria
- Coronel d'artilleria José Valcázar Crespo;

Comandant general d'Enginyers
- Tinent coronel d'enginyers Pedro Fraile Sánchez;